# Methanothermus sociabilis
Methanothermus sociabilis es una especie de arquea metanógena. Crece en racimos grandes de 1 a 3 mm de diámetro y a temperaturas tan altas como 97 grados Celsius (206,6 °F). 
Se encuentra exclusivamente en los campos solfatáricos de Islandia. Las células poseen forma de barra, y crecen estrictamente por la reducción de dióxido de carbono con hidrógeno, que produce metano.

## Otras lecturas
- Sako Y, Takai K, Uchida A, Ishida Y (agosto de 1996). «Purification and characterization of phosphoenolpyruvate carboxylase from the hyperthermophilic archaeon Methanothermus sociabilis». FEBS Letters 392 (2): 148-52. PMID 8772193. doi:10.1016/0014-5793(96)00805-8. Consultado el 27 de agosto de 2013.
- Vân Trâǹ, J. Thanh, ed. Frontiers of Life. Vol. 3. Atlantica Séguier Frontières, 1992.
- Duine, J. A.; Verseveld, H. W. van (1987). Microbial growth on C1 compounds: proceedings of the 5th international symposium. The Hague: Martinus Nijhoff. ISBN 90-247-3459-2. (requiere registro).